# Haab
El Haab' es parte del sistema calendárico maya. Era un calendario de 365 días utilizado por muchas de las culturas precolombinas de Mesoamérica.
| Calendario gregoriano             | Haab con número maya convencional | Haab con número cefalomorfo | Haab en número arábigo y alfabeto latino |
| --------------------------------- | --------------------------------- | --------------------------- | ---------------------------------------- |
| Hoy es martes 18 de marzo de 2025 |                                   |                             | 13 Kumk’u                                |

## Descripción
El Haabʼ comprende dieciocho meses de veinte días cada uno, más un período adicional de cinco días ("días sin nombre") al final del año conocido como Wayeb' (o Uayeb en la ortografía del siglo XVI).
Bricker (1982) estima que el Haabʼ se utilizó por primera vez alrededor del 500 a. C.. iniciando con el solsticio de invierno.
Los nombres de los meses de Haabʼ se refieren más comúnmente por sus nombres en yucateco de la era colonial. En secuencia, estos (en la ortografía revisada) son como se ven a la derecha: Cada día en el calendario Haabʼ fue identificado por un número de día dentro del mes seguido por el nombre del mes. Los números de día comenzaron con un glifo traducido como el "asiento" de un mes nombrado, que generalmente se considera como el día 0 de ese mes, aunque una minoría lo trata como el día 20 del mes anterior al mes mencionado. En el último caso, el asiento de Pop es el día 5 de Wayebʼ. Para la mayoría, el primer día del año fue Asiento Pop. Esto fue seguido por 1 Pop, 2 Pop ... 19 Pop, Asiento Wo, 1 Wo y así sucesivamente. 
Las inscripciones en El Templo de la Cruz en Palenque muestran claramente que los mayas eran conscientes de la verdadera duración del año, a pesar de que generalmente no empleaban el uso de días bisiestos en su sistema de cálculos. J. Eric Thompson escribió que los mayas sabían de la deriva entre el Haabʼ y el año solar y que hicieron "cálculos sobre la tasa a la que se acumulaba el error, pero estos simplemente se notaron como correcciones a las que no estaban acostumbrados cambiar el calendario ".

### 5 días desafortunados
Se pensaba que los cinco días sin nombre al final del calendario, llamados Wayebʼ, eran un momento peligroso. Foster (2002) escribe "Durante Wayeb, los portales entre el reino mortal y el Inframundo se disolvieron. Ningún límite impidió que las deidades mal intencionadas causaran desastres". Para alejar a estos espíritus malignos, los mayas tenían costumbres y rituales que practicaban durante Wayebʼ. Por ejemplo, los mayas no abandonarían sus hogares y se lavarían el cabello.